# 中島慶次
中島 慶次（なかじま けいじ、1894年9月20日 - 1973年10月16日）は、王子製紙（現・王子ホールディングス）元社長、紙の博物館初代理事長。

## 来歴・人物
新潟県長岡市出身。旧制新潟県立長岡中学校を経て東京高等商業学校（のちの一橋大学）卒業後、初代王子製紙へ入社。1946年、足立正の後任として社長に就任。1949年の初代王子製紙の解体後は、後継会社の苫小牧製紙（現・王子ホールディングス）の社長に就任。1967年に会長に異動するまで社長職に就いた。出身校の一橋大学の組織に当る如水会第14・15代会長も務めた（1961年 - 1966年）。
1973年10月16日、栗山町の王子製紙の林木育種研究所の訪問中に倒れ死去。享年79。